# Lepidozia concinna
Lepidozia concinna là một loài rêu tản trong họ Lepidoziaceae. Loài này được Colenso miêu tả khoa học lần đầu tiên năm 1886.